# Shui-Nee Chow
Shui-Nee Chow (* 13. Juli 1943 in Shanghai) ist ein chinesisch-US-amerikanischer Mathematiker, der sich mit dynamischen Systemen, nichtlinearer Analysis und Differentialgleichungen befasst.
Chow studierte an der Nationalen Universität Singapur mit dem Bachelor-Abschluss 1965. 1970 wurde er an der University of Maryland in Mathematik bei James Alan Yorke promoviert (Almost periodic differential equations). Er war von 1987 bis 1991 Distinguished Professor an der Michigan State University.
Er ist Professor am Georgia Institute of Technology; dort war er 1988/89 Direktor des Center for Dynamical Systems and Nonlinear Studies und von 1989 bis 1998 Direktor der School of Mathematics. Außerdem lehrte er an der Nationalen Universität Singapur, wo er 1998/99 Leiter der Abteilung Computational Science war und stellvertretender Direktor für Forschung der Universität und 1999 bis 2001 Dekan für Forschung und Graduate Studies.
Von ihm und Jack K. Hale stammt ein Standardwerk über Bifurkationen.
1988 erhielt er einen Presidential Young Investigator Award der National Science Foundation. 1997 bis 1999 leitete er die SIAM Activity Group für Dynamische Systeme.
Er war Mitherausgeber des „Journal of Differential Equations“.

## Schriften (Auswahl)
- mit Jack K. Hale: Methods of Bifurcation Theory, Grundlehren der mathematischen Wissenschaften 251, Springer 1982
- mit C. Li, D. Wang: Normal Forms and Bifurcation of Planar Vector Fields, Cambridge University Press 2004
- Herausgeber mit Jack Hale: Dynamics of Infinite Dimensional Systems, NATO Advanced Study Institute, Springer 1987
- mit J. Mallet-Paret: Pattern formation and spatial chaos in lattice dynamical systems, Teil 1,2, IEEE Transactions on Circuits and Systems, Band 42, 1995
- mit J. W. Cahn, E. S. Van Vleck: Spatially discrete nonlinear diffusion equations, Rocky Mountain J. of Math., Band 25, 1995, S. 87–118.